# ブルシャーノ
ブルシャーノ（イタリア語: Brusciano）は、イタリア共和国カンパニア州ナポリ県にある、人口約1万6000人の基礎自治体（コムーネ）。

## 地理

### 位置・広がり
ナポリ県北東部、ヴェスヴィオ山北麓のコムーネ。県都ナポリ中心部から東北東へ15kmの距離にある。

#### 隣接コムーネ
隣接するコムーネは以下の通り。
- アチェッラ
- カステッロ・ディ・チステルナ
- マリリアネッラ
- マリリアーノ
- ソンマ・ヴェズヴィアーナ

## 行政

### 分離集落
ブルシャーノには、以下の分離集落（フラツィオーネ）がある。
- La Scorza, Cimminola, Pastena, De Ruggiero